# Consiglio regionale della Sardegna
Il Consiglio regionale della Sardegna (in sardo: Cunsìgiu regionale de Sardìgna) è l'organo legislativo della Regione autonoma della Sardegna. A norma dello statuto regionale si compone di 60 consiglieri.

## Sede
Il Palazzo del Consiglio regionale della Sardegna è la sede dell'assemblea, sorge nella città di Cagliari, capoluogo di regione, presso la centralissima via Roma.

## Funzioni
Il Consiglio esercita la funzione legislativa nelle materie di competenza della Regione Autonoma della Sardegna: approva le leggi regionali, può presentare al Parlamento nazionale proposte di legge su materie che interessano la regione e proposte di modifica dello Statuto, che devono essere approvate con legge costituzionale, essendo la Sardegna una Regione a statuto speciale; approva ogni anno il bilancio e il rendiconto. Il Consiglio inoltre contribuisce alla determinazione dell'Indirizzo politico regionale controllando e indirizzando la Giunta regionale cui può imporre le dimissioni con l'approvazione di una mozione di sfiducia. È eletto per cinque anni.

### Gruppi consiliari

#### XVII legislatura (2024-)
I gruppi consiliari presenti in consiglio:
| Gruppi consiliari                   | Gruppi consiliari                                   | Seggi |
| ----------------------------------- | --------------------------------------------------- | ----- |
|                                     | Partito Democratico                                 | 11    |
|                                     | Movimento 5 Stelle                                  | 8     |
|                                     | Alleanza Verdi e Sinistra                           | 4     |
|                                     | Progressisti                                        | 3     |
|                                     | Altre formazioni e liste civiche di centro-sinistra | 10    |
| Totale coalizione di centrosinistra | Totale coalizione di centrosinistra                 | 36    |
|                                     | Fratelli d'Italia                                   | 8     |
|                                     | Forza Italia Sardegna                               | 3     |
|                                     | Partito Sardo d'Azione                              | 3     |
|                                     | Riformatori Sardi                                   | 3     |
|                                     | Altre formazioni e liste civiche di centro-destra   | 5     |
|                                     | Gruppo misto                                        | 2     |
| Totale coalizione di centrodestra   | Totale coalizione di centrodestra                   | 24    |
| Totale                              | Totale                                              | 60    |

#### XVI legislatura (2019-2024)
I gruppi consiliari presenti in consiglio:
| Gruppi consiliari                   | Gruppi consiliari                   | Seggi |
| ----------------------------------- | ----------------------------------- | ----- |
|                                     | Partito Sardo d'Azione              | 8     |
|                                     | Il Grande Centro                    | 8     |
|                                     | Lega Salvini Sardegna               | 5     |
|                                     | Fratelli d'Italia                   | 5     |
|                                     | Forza Italia Sardegna               | 4     |
|                                     | Riformatori Sardi                   | 3     |
|                                     | Pro Sardinia - Unione di Centro     | 3     |
| Totale coalizione di centrodestra   | Totale coalizione di centrodestra   | 36    |
|                                     | Partito Democratico                 | 7     |
|                                     | Alleanza Rosso-Verde                | 7     |
|                                     | Movimento 5 Stelle                  | 4     |
|                                     | Progressisti                        | 3     |
| Totale coalizione di centrosinistra | Totale coalizione di centrosinistra | 21    |
|                                     | Gruppo misto                        | 3     |
| Totale                              | Totale                              | 60    |

## Composizione

### XVII legislatura (2024-)
| Consigliere           | Consigliere          | Consigliere                 | Lista              | Preferenze                                    | Circoscrizione                                |
| --------------------- | -------------------- | --------------------------- | ------------------ | --------------------------------------------- | --------------------------------------------- |
|                       |                      | Alessandra Todde            | Movimento 5 Stelle | Eletta come Presidente della Giunta Regionale | Eletta come Presidente della Giunta Regionale |
| Michele Ciusa         | 2 415                | Cagliari                    | Movimento 5 Stelle |                                               |                                               |
| Gianluca Mandas       | 1 286                | Cagliari                    | Movimento 5 Stelle |                                               |                                               |
| Desireé Alma Manca    | 8 092                | Sassari                     | Movimento 5 Stelle |                                               |                                               |
| Lara Serra            | 1 008                | Nuoro                       | Movimento 5 Stelle |                                               |                                               |
| Roberto Li Gioi       | 1 602                | Olbia-Tempo                 | Movimento 5 Stelle |                                               |                                               |
| Alessandro Solinas    | 1 686                | Oristano                    | Movimento 5 Stelle |                                               |                                               |
| Emanuele Matta        | 1 842                | Medio Campidano             | Movimento 5 Stelle |                                               |                                               |
|                       | Gianpietro Comandini | Partito Democratico         | 5 665              | Cagliari                                      |                                               |
| Valter Piscedda       | 3 839                | Partito Democratico         |                    | Cagliari                                      |                                               |
| Camilla Gerolama Soru | 3 705                | Partito Democratico         |                    | Cagliari                                      |                                               |
| Antonio Spano         | 4 502                | Partito Democratico         | Sassari            |                                               |                                               |
| Carla Fundoni         | 3 253                | Partito Democratico         | Sassari            |                                               |                                               |
| Roberto Deriu         | 1 918                | Partito Democratico         | Nuoro              |                                               |                                               |
| Giuseppe Meloni       | 6 760                | Partito Democratico         | Olbia-Tempo        |                                               |                                               |
| Antonio Solinas       | 2 174                | Partito Democratico         | Oristano           |                                               |                                               |
| Alessandro Pilurzu    | 4 121                | Partito Democratico         | Carbonia-Iglesias  |                                               |                                               |
| Gianuluigi Piano      | 1 406                | Partito Democratico         | Medio Campidano    |                                               |                                               |
| Salvatore Corrias     | 3 184                | Partito Democratico         | Ogliastra          |                                               |                                               |
|                       | Maria Laura Orrù     | Alleanza Verdi e Sinistra   | 3 735              | Cagliari                                      |                                               |
| Antonio Piu           | 4 976                | Alleanza Verdi e Sinistra   | Sassari            |                                               |                                               |
| Giuseppe Dessena      | 831                  | Alleanza Verdi e Sinistra   | Nuoro              |                                               |                                               |
| Diego Loi             | 1 156                | Alleanza Verdi e Sinistra   | Oristano           |                                               |                                               |
|                       | Giuseppe Frau        | Uniti per Todde             | 2 048              | Cagliari                                      |                                               |
| Valdo Di Nolfo        | 1 942                | Uniti per Todde             | Sassari            |                                               |                                               |
| Sebastiano Cocco      | 1 371                | Uniti per Todde             | Nuoro              |                                               |                                               |
|                       | Sandro Porcu         | Orizzonte Comune            | 2 778              | Cagliari                                      |                                               |
| Franco Cuccureddu     | 8 709                | Orizzonte Comune            | Sassari            |                                               |                                               |
| Salvatore Cau         | 940                  | Orizzonte Comune            | Oristano           |                                               |                                               |
|                       | Francesco Agus       | Progressita                 | 2 887              | Cagliari                                      |                                               |
| Gianfranco Satta      | 2 381                | Progressita                 | Sassari            |                                               |                                               |
| Ivan Pintus           | 739                  | Progressita                 | Nuoro              |                                               |                                               |
|                       | Paola Casula         | Sinistra Futura             | 1 628              | Cagliari                                      |                                               |
| Giuseppino Canu       | 1 184                | Sinistra Futura             | Oristano           |                                               |                                               |
| Luca Pizzuto          | 2 195                | Sinistra Futura             | Carbonia-Iglesias  |                                               |                                               |
|                       | Lorenzo Cozzolino    | Partito Socialista Italiano | 1 613              | Cagliari                                      |                                               |

| Consigliere            | Consigliere       | Consigliere                | Lista             | Preferenze                       | Circoscrizione                   |
| ---------------------- | ----------------- | -------------------------- | ----------------- | -------------------------------- | -------------------------------- |
|                        |                   | Paolo Truzzu               | Fratelli d'Italia | Eletto come secondo classificato | Eletto come secondo classificato |
| Fausto Piga            | 3 276             | Cagliari                   | Fratelli d'Italia |                                  |                                  |
| Corrado Meloni         | 2 952             | Cagliari                   | Fratelli d'Italia |                                  |                                  |
| Antonello Floris       | 2 324             | Cagliari                   | Fratelli d'Italia |                                  |                                  |
| Maria Francesca Masala | 3 163             | Sassari                    | Fratelli d'Italia |                                  |                                  |
| Cristina Usai          | 2 216             | Olbia-Tempo                | Fratelli d'Italia |                                  |                                  |
| Emanuele Cera          | 4 431             | Oristano                   | Fratelli d'Italia |                                  |                                  |
| Gianluigi Rubiu        | 3 552             | Carbonia-Iglesias          | Fratelli d'Italia |                                  |                                  |
|                        | Umberto Ticca     | Riformatori Sardi          | 1 969             | Cagliari                         |                                  |
| Aldo Salaris           | 4 615             | Riformatori Sardi          | Sassari           |                                  |                                  |
| Giuseppe Fasolino      | 2 819             | Riformatori Sardi          | Olbia-Tempo       |                                  |                                  |
|                        | Ivan Piras        | Forza Italia               | 5 445             | Cagliari                         |                                  |
| Giuseppe Talanas       | 5 121             | Forza Italia               | Nuoro             |                                  |                                  |
| Angelo Cocciu          | 3 838             | Forza Italia               | Olbia-Tempo       |                                  |                                  |
|                        | Stefano Tunis     | Sardegna al Centro 20Venti | 2 296             | Cagliari                         |                                  |
| Antonello Peru         | 5 393             | Sardegna al Centro 20Venti | Sassari           |                                  |                                  |
| Alberto Urpi           | 3 773             | Sardegna al Centro 20Venti | Medio Campidano   |                                  |                                  |
|                        | Gianni Chessa     | Partito Sardo d'Azione     | 5 779             | Cagliari                         |                                  |
| Piero Maieli           | 3 292             | Partito Sardo d'Azione     | Sassari           |                                  |                                  |
| Alfonso Marras         | 3 073             | Partito Sardo d'Azione     | Oristano          |                                  |                                  |
|                        | Stefano Schirru   | Alleanza Sardegna - PLI    | 4 748             | Cagliari                         |                                  |
| Francesco Paolo Mula   | 2 665             | Alleanza Sardegna - PLI    | Nuoro             |                                  |                                  |
|                        | Alessandro Sorgia | Lega Salvini Sardegna      | 2 717             | Cagliari                         |                                  |
|                        | Alice Aroni       | Unione di Centro           | 2 293             | Cagliari                         |                                  |

## Presidenti
- I legislatura: 28 maggio 1949 - 2 luglio 1953
  - 1949 - 1951: Anselmo Contu (PSd'Az)
  - 1951 - 1953: Alfredo Corrias (DC)
- II legislatura: 3 luglio 1953 - 2 luglio 1957
  - 1953 - 1954: Alfredo Corrias (DC)
  - 1954 - 1957: Efisio Corrias (DC)
- III legislatura: 3 luglio 1957 - 2 luglio 1961
  - 1957 - 1958: Efisio Corrias (DC)
  - 1958 - 1961: Agostino Cerioni (DC)
- IV legislatura: 3 luglio 1961 - 2 luglio 1965
  - 1961 - 1965: Agostino Cerioni (DC)
- V legislatura: 3 luglio 1965 - 2 luglio 1969
  - 1965 - 1968: Agostino Cerioni (DC)
  - 1968 - 1969: Paolo Dettori (DC)
- VI legislatura: 3 luglio 1969 - 2 luglio 1974[36]
  - 1969 - 1974: Felice Contu (DC)
- VII legislatura: 3 luglio 1974 - 11 luglio 1979
  - 1974 - 1977: Felice Contu (DC)
  - 1977 - 1979: Andrea Raggio (PCI)
- VIII legislatura: 12 luglio 1979 - 27 luglio 1984
  - 1979 - 1981: Armando Corona (PRI)
  - 1981 - 1983: Alessandro Ghinami (PSDI)
  - 1983 - 1984: Francesco Rais (PSI)
- IX legislatura: 28 luglio 1984 - 16 luglio 1989
  - 1984 - 1989: Emanuele Sanna (PCI)
- X legislatura: 17 luglio 1989 - 17 luglio 1994
  - 1989 - 1991: Salvatorangelo Mereu (PSI)
  - 1991 - 1994: Mario Floris (DC)
- XI legislatura: 18 luglio 1994 - 19 luglio 1999
  - 1994 - 1999: Gian Mario Selis (PPI)
- XII legislatura: 20 luglio 1999 - 13 luglio 2004
  - 1999 - 2004: Efisio Serrenti (PSd'Az)
- XIII legislatura: 14 luglio 2004 - 18 marzo 2009
  - 2004 - 2009: Giacomo Spissu (DS)
- XIV legislatura: 19 marzo 2009 - 19 marzo 2014
  - 2009 - 2014: Claudia Lombardo (PdL)
- XV legislatura: 20 marzo 2014 - 19 marzo 2019
  - 2014 - 2019: Gianfranco Ganau (PD)
- XVI legislatura: 20 marzo 2019 - 18 marzo 2024
  - 2019 - 2024: Michele Pais (Lega)
- XVII legislatura: 9 aprile 2024 - in corso
  - 2024 - in corso: Piero Comandini (PD)